# Jerome (Arkansas)
Jerome – miasto w Stanach Zjednoczonych, w stanie Arkansas, w hrabstwie Drew.